# Amphipyra cupreipennis
Amphipyra cupreipennis là một loài bướm đêm trong họ Noctuidae.